# Klemens Bronk
Klemens Bronk (Marwicz), herbu „de (von) Bronk”, L.C., ps. „Plecak” (ur. 14 października 1903 w Węsiorach, zm. 19 listopada 1964 w Stężycy) – działacz regionalny przedwojennego Stronnictwa Narodowego, jeden z trzech założycieli organizacji konspiracyjnej Tajna Organizacja Wojskowa „Gryf Kaszubski”.

## Życiorys
Syn Aleksandra. Brał czynny udział w Kampanii Wrześniowej 1939 do końca. Po powrocie z Kampanii wraz z Józefem Gierszewskim i Józefem Dambkiem powołał pod koniec 1939 TOW „Gryf Kaszubski”. Zebranie miało miejsce w miejscowości Czarlino, parafia Stężyca, (dawne woj. gdańskie). Potem dołączali inni Kaszubi – jednym z pierwszych byli Bronisław Brunka, były wójt Stężycy i Rudolf Bronk-Zdunowski, wójt gminy Sulęczyno. Ojcem chrzestnym całej sprawy był ks. płk Józef Wrycza. Dowództwo „Gryfa” stanowiła „Rada Nadzorcza”, a funkcję jej Prezesa pełnił Józef Wrycza.
Klemens v. Bronk został aresztowany w 1944. Po wielu dniach ostrych przesłuchań na Gestapo, najpierw w Kartuzach, a potem w Gdańsku, osadzony został w KZ Lager Stutthof jako więzień polityczny (nr 37005). Wojnę przeżył. Przetrwał obóz i jego ewakuację (tzw. marsz śmierci) ze zrujnowanym zdrowiem. Po latach rekonwalescencji zamieszkał w Stężycy. Ożenił się w 1950 z Kazimierą Ireną Bladowską (zmarła 9 sierpnia 2006) i miał sześcioro dzieci. Klemens v. Bronk zmarł po długiej, ciężkiej chorobie 19 listopada 1964. Pochowany jest na cmentarzu w Stężycy.